# Darja Astachowa
Darja Igorewna Astachowa, ros. Дарья Игоревна Астахова (ur. 26 stycznia 2002) – rosyjska tenisistka.

## Kariera tenisowa
W karierze wygrała sześć singlowych i siedem deblowych turniejów rangi ITF. 20 marca 2023 zajmowała najwyższe miejsce w rankingu singlowym WTA Tour – 181. pozycję, natomiast 16 stycznia 2023 osiągnęła najwyższą lokatę w deblu – 137. miejsce.
W 2022 roku, na turnieju rangi WTA 125K Iași Open, w parze z Andreeą Roșca, wygrała turniej deblowy.

## Wygrane turnieje rangi ITF
| turnieje z pulą nagród 100 000 $ |
| turnieje z pulą nagród 80 000 $  |
| turnieje z pulą nagród 60 000 $  |
| turnieje z pulą nagród 40 000 $  |
| turnieje z pulą nagród 25 000 $  |
| turnieje z pulą nagród 15 000 $  |

### Gra pojedyncza
|    | Data       | Turniej   | Naw.    | Przeciwniczka      | Wynik         |
| 1. | 24/11/2019 | Heraklion | Ceglana | Arina Vasilescu    | 4:6, 6:4, 6:3 |
| 2. | 01/12/2019 | Heraklion | Ceglana | Noelia Zeballos    | 6:2, 6:0      |
| 3. | 01/03/2020 | Heraklion | Ceglana | Arina Vasilescu    | 1:6, 6:4, 6:2 |
| 4. | 06/06/2021 | Heraklion | Ceglana | Michaela Bayerlová | 6:3, 6:2      |
| 5. | 20/06/2021 | Jönköping | Ceglana | Lucia Bronzetti    | 3:6, 6:3, 7:5 |
| 6. | 20/08/2023 | Wrocław   | Ceglana | Gergana Topałowa   | 6:1, 7:5      |